# بيت الضبي (الحيمة الداخلية)

تعديل مصدري - تعديل

بيت الضبي هي إحدى قرى عزلة الأحبوب بمديرية الحيمة الداخلية التابعة لمحافظة صنعاء، بلغ تعداد سكانها 69 نسمة حسب تعداد اليمن لعام 2004.